# EPIC 208445756
EPIC 208445756 — одиночная звезда в созвездии Близнецов на расстоянии приблизительно 6580 световых лет (около 2017 парсек) от Солнца. Видимая звёздная величина звезды — +15,719m.

## Характеристики
EPIC 208445756 — жёлто-белая звезда спектрального класса F. Масса — около 1,08 солнечной, радиус — около 1,15 солнечных, светимость — около 2,087 солнечных. Эффективная температура — около 6858 K.

## Планетная система
В 2016 году командой астрономов, работающих с фотометрическими данными в рамках проекта Kepler-K2, было объявлено об открытии кандидата в планеты EPIC 208445756.01.